# Барга (река)
Барга — река в Рыбинском районе Красноярского края, левый приток реки Кан. Начинается к юго-западу от села Бородино западнее Ирша-Бородинского угольного разреза. Длина реки 56 километров, площадь водосборного бассейна — 650 км². Устье находится в 108 километрах по правому берегу Кана на высоте 167,2 метра над уровнем моря. Общее направление течения — северо-западное.
Основные притоки — ручей Винный (правый), реки Элеган и Буланкова (оба — левые). На реке расположено озеро Южное.

## Название
Существует две версии происхождения названия реки:
- У кетов корень «бор» означал волк, у камасинцев «га» — это «вода», «река». Так что Барга расшифровывается как «волчья речка»[5].
- Барга — от древнекамасинского «бар» (волк) и северосамодийского «га» (река, речка) — «волчья речка»[6].

## Населённые пункты
На реке расположены населённые пункты Новая, Глубоково, Урал, Налобино, Заозёрный, Высотино, Орловка, Зеленогорск.

## Исторические заметки
Первые поселения на берегу реки появились в XVIII веке, под 1735 годом упоминается деревня Барга, основанная переселенцами из села Бузимского Красноярского уезда. В дальнейшем о деревне упоминали И. Г. Гмелин, С. П. Крашенинников, Г. Ф. Миллер. В 1845 году купец Алексей Яковлев запустил железоделательный завод около устья реки.
В 1920-х годах разрабатывалось Баргинское слюдяное месторождение, впоследствии закрытое за нерентабельностью.

## Гидробиологические аспекты
В ходе проведённых летом 2007 и 2012 годов исследований качества воды реки выявлена неоднородность водной флоры и фауны. В составе зообентоса отмечено 106 видов и форм беспозвоночных животных из 17 таксономических групп, наиболее распространённые из них — личинки хирономид (55 видов) и ручейники (17 видов).
Среди хирономид наиболее распространённые виды: Syndiamesa orientalis, Diamesa baicalensis, Micropsectra praecox, Krenopelopia binotata, Prodiamesa olivacea, D. baicalensis, Cricotopus гр. bicinctus, Rheocricotopus brunensis, Microtendipes pedellus, Glyptotedipes paripes и G. glaucus. Олигохеты представлены в основном тубифицидами Tubifex tubifex и Limnodrilus hoffmeisteri. Также были отмечены крупные черви Eiseniella tetraedra и Nais communis. Среди ручейников наибольшей плотности достигали Hydropsyche pellucidula, H. angustipennis и Ceraclea excisa. Из двукрылых преобладали личинки Tipula и Simulium. Амфиподы Gammarus lacustris в массе отмечены лишь в одном месте.

## Данные водного реестра
По данным государственного водного реестра России относится к Енисейскому бассейновому округу, водохозяйственный участок реки — Кан, речной подбассейн реки — Енисей между слиянием Большого и Малого Енисея и впадением Ангары. Речной бассейн реки — Енисей.
Код объекта в государственном водном реестре — 17010300412116100023379.